# Air Link
Air Link Pty Ltd is een Australische luchtvaartmaatschappij met haar thuisbasis in Dubbo.

## Geschiedenis
Air Link werd in 1971 opgericht.

## Vloot
De vloot van Air Link bestaat uit: (maart 2019)
- 2 Cessna 310R
- 3 Piper PA-31-350 Chieftain